# Ted Brautigan
Ted Brautigan är en fiktiv karaktär i Det mörka tornet-serien, skapad av den amerikanska författaren Stephen King. Brautigan dök upp för första gången i 1999 års roman Hjärtan i Atlantis. 
Ted Brautigan är en mäktig synsk person, även kallad brytare, som utnyttjas av den röde kungen i syfte att bryta ner strålarna och det mörka tornet.
Ted lyckas dock fly från fängelselägret Algul Siento till Harwich, Connecticut där han träffar på pojken Bobby Garfield.
I filmversionen av Hjärtan i Atlantis spelas Ted Brautigan av Anthony Hopkins.